# Ludwig Rhesa
Martin Ludwig Jedemin Rhesa (litevsky Martynas Liudvikas Gediminas Rėza, (9. ledna 1776, Karwaiten – 30. srpna 1840, Königsberg,dnes Kaliningrad) byl pruský původem litevský univerzitní profesor, luteránský pastor, folklorista, básník, překladatel a kritik. Je považován za průkopníka litevské kultury v německy mluvícím světě.

## Život a dílo

### Mládí a studium v Königsbergu
Narodil se v Východním Prusku na Malé Litvě ve dnes již neexistující vesnici Karwaiten (litevsky Karvaičiai). Vesnice ležela na poloostrově Kurská kosa a byla koncem 18. století pohlcena pohyblivými dunami. Místo, kde ležela, je dnes součástí litevského okresu Neringa. Pravděpodobně pocházel z kurské rodiny, která žila na Malé Litvě přinejmenším od 16. století, samotný Rhesa se ale považoval za Litevce.
Jeho otec vlastnil ve vesnici hotel a působil v pobřežní stráži. Rhesova matka zenřela, když byly chlapci dva roky, a otec, když mu bylo šest let. Jako sitotek pak žil u svých vzdálených příbuzných, nejprve u rybáře v nedaleké a dnes již rovněž neexistující vesnici Neegeln (Nagliai) a od roku 1783 pak u majitele poštovní stanice v Rossitenu (dnes Rybačij v ruské části Kurské kosy v Kalinigradské oblasti). Roku 1785 se přestěhoval do obce Kaukehmen (dnes Jasnoje v Kalingradské oblasti) k manželovi sestry své matky, teologovi Christianovi Davidovi Witichovi. Wittich rozpoznal chlapcovo nadání a učil jej latinu a další předměty.
V roce 1791 odešel Rhesa do Königsbergu, kde do roku 1794 navštěvoval latinskou školu v Löbenichtu, zúčastnil se zde také semináře litevského jazyka a ještě jako student zde učil. V letech 1795-1799 studoval teologii na Königsberské univerzitě, kde se zúčastnil filozofických přednášek Immanuela Kanta. Zajímal se také o lingvistiku a navštěvoval přednášky o litevském jazyce. Po absolvování univerzity pracoval nejprve jako domácí učitel a roku 1800 se stal vojenským kaplanem u Königsberské posádky. Roku 1807 získal doktorát z filozofie za disertační práci o morálním výkladu svatých knih podle Kanta a začal na Königsberské univerzitě přednášet jako soukromý docent.
V té době rovněž vydal první část své básnické sbírky Prutena, oder Preussische Volkslieder und andere vaterländische Dichtungen (Prusko aneb Pruské lidové písně a jiné vlastenecké básně, první díl 1809, druhý díl 1825), ve které se odrážejí problémy pruských Baltů. Ve sbírce dodržuje principy klasicismu, jsou však v ní patrné i preromantické tendence. Sbírka je plná motivů z litevské historie, folklóru a mytologie  a autor v ní odsuzuje dobytí pobaltských zemí Řádem německých rytířů, nevolnictví i sociální a národnostní útlak Baltů na území Východního Pruska.

### Revize překladu Litevské bible

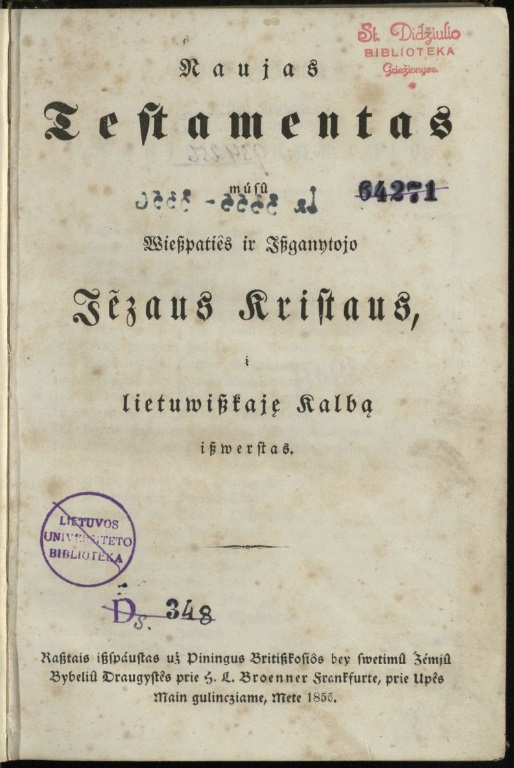
Vydání Rhesova litevského překladu Nového zákona roku 1855

Roku 1810 se stal na universitě vedoucím semináře litevského jazyka. 
S úmyslem vydat novou revizi litevského překladu Bible z roku 1755 navázal kontakt s pruským ministrem školství Wilhelme von Humboldtem, který mu přislíbil podporu. V původním překladu opravoval překladatelské chyby a snažil se o jazykové zlepšení kvality tohoto překladu nahrazováním germanismů litevskými ekvivalenty. V roce 1811 byl v Königsbergu zvolen členem Královské německé společnosti (Königliche Deutsche Gesellschaft). Práce na biblických překladech však přerušila válka s Napoleonem, které se v letech 1812-1814 zúčastnil jako vojenský kaplan a pobýval přitom v řadě evropských zemí. Své zápisky z těchto let, ve kterých se zaměřil především na národní identitu a kulturu navštívených zemí, vydal roku 1814 pod názvem Nachrichten und Bemerkungen aus den Feldzügen des Jahres 1813 und 1814 (Zprávy a postřehy z polních tažení let 1813-1814).
Po návratu do Königsbergu rezignoval na místo kaplana a plně se věnoval akademické a vědecké práci. Také si změnil křesní jméno Martinas (Martin) na Gediminas (Jedemin) podle litevského velkoknížete Gediminase, o kterém se domníval, že byl kurské národnosti. Jako vedoucí semináře litevského jazyka na univerzitě pozdvihl význam litevštiny pro život národa a pro litevskou vědu, hájil její práva ve veřejném životě a staral se o to, aby se litevština vyučovala ve školách v Malé Litvě (roku 1814 například protestoval proti plánu pruské vlády odstranit litevský jazyk ze škol). Usilovně také pracoval na revizi překladu litevské Bible a revidovaný překlad vydal roku 1816 (další vydání je z roku 1824). V souvislosti s tímto překladem vydal rovněř roku 1816 dvě velké práce na toto téma: Geschichte der litthauischen Bibel, ein Beitrag zur Religionsgeschichte der Nordischen Völke (Dějiny litevské bible, příspěvek k náboženským dějinám severských národů) a první díl Philologisch-kritische Anmerkungen zur litthauischen Bibel als Erläute-rungen zu der neuen Ausgabe veranstalteten Umarbeitung des litthauischen (Filologicko-kritické poznámky k Litevské bibli jako vysvětlivky k novému přepracovanému vydání litevské bible, druhý díl roku 1824).
V dubnu roku 1819 obhájil disertační práci o zdrojích a původu prvních tří kanonických evangelií, získal doktorát z teologie a stal se řádným profesorem v tomto oboru. Roku 1819 byl jmenován radou církevní konzistoře.

### Vydavatel a sběratel folklóru

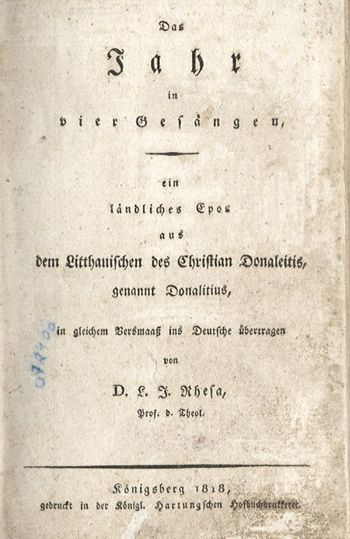
Das Jahr In Vier Gesangen, první vydání Rhesova německého překladu Donelaitisovy poemy Roční doby z roku 1818

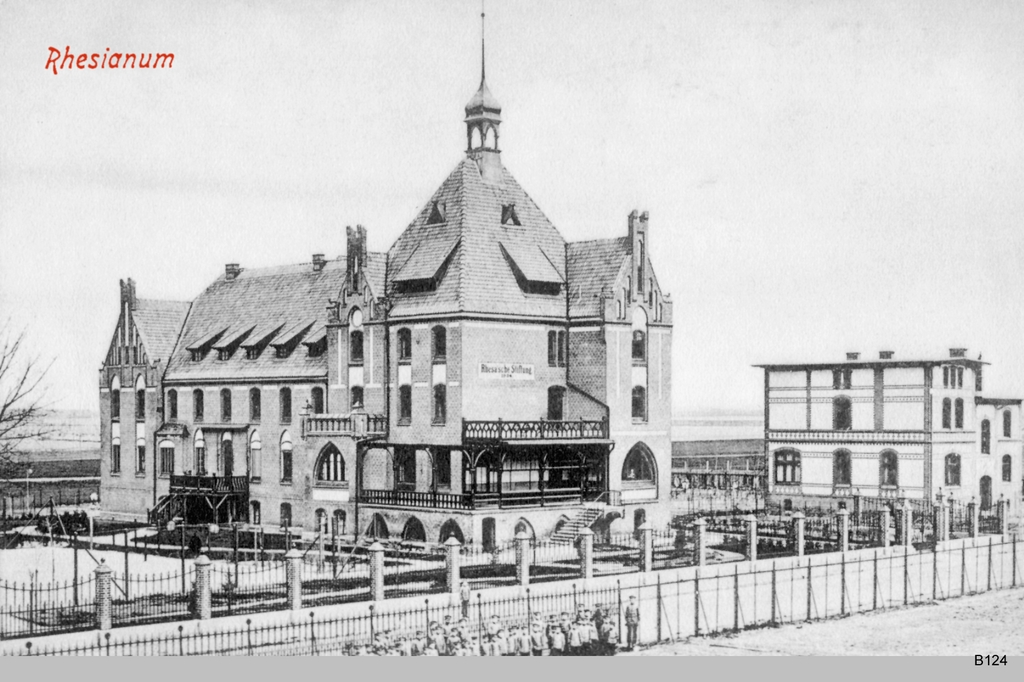
Studentská kolej Rhesianum

Obrovský význam pro litevskou literaturu bylo Rhesovo vydání poemy litevského básníka Kristijonase Donelaitise Roční doby (Metai) roku 1818. Poemu vydal z Donelaitisova rukopisu, pojmenoval a zredigoval ji (z 2968 veršů vyškrtl 469, která považoval za příliš drsná) a litevský text otiskl společně s vlastním německým překladem Das Jahr In Vier Gesangen (Rok ve čtyřech zpěvech) a s rozsáhlou německou předmluvou. Roku 1824 vydal Donelaitisovy bajky spolu se svým litevským překladem Ezopových bajek pod názvem Aisopas arba Pasakos (Ezop neboli Bajky).
Sbíral také lidové písně, a to již od dob studí. Roku 1825 uspořádal a vydal sbírku Dainos, oder littauische Volkslieder (Dainy aneb Litevské lidové písně), obsahující 85 písní z Malé Litvy s německým překladem a s německým úvodem Betrachtung über littauische Volkslieder (Úvahy o litevských lidových písních), který je považován za základ litevské folkloristiky. Vydání této sbírky mělo ve světě obrovský ohlas a následovaly její překlady do mnoha jazyků včetně češtiny.
Na základě Donelaitisových textů a litevského folklóru začal sestavovat německo-litevský slovník mluveného jazyka, který nedokončil.
Pokračoval také v biografickém slovníku všech kněží ve východním Prusku, který pod názvem Kurzgefaßte Nachrichten von allen seit der Reformation an den lutherischen Kirchen in Ostpreußen gestandenen Predigern poprvé vydal Daniel Heinrich Arnoldt v roce 1777. Rhesovo doplnění slovníku vyšlo ve dvou svazcích v roce 1834. Napsal také tisícistránkový rukopis o dějinách katolické církve, který používal pro své přednášky.

### Konec života a ocenění

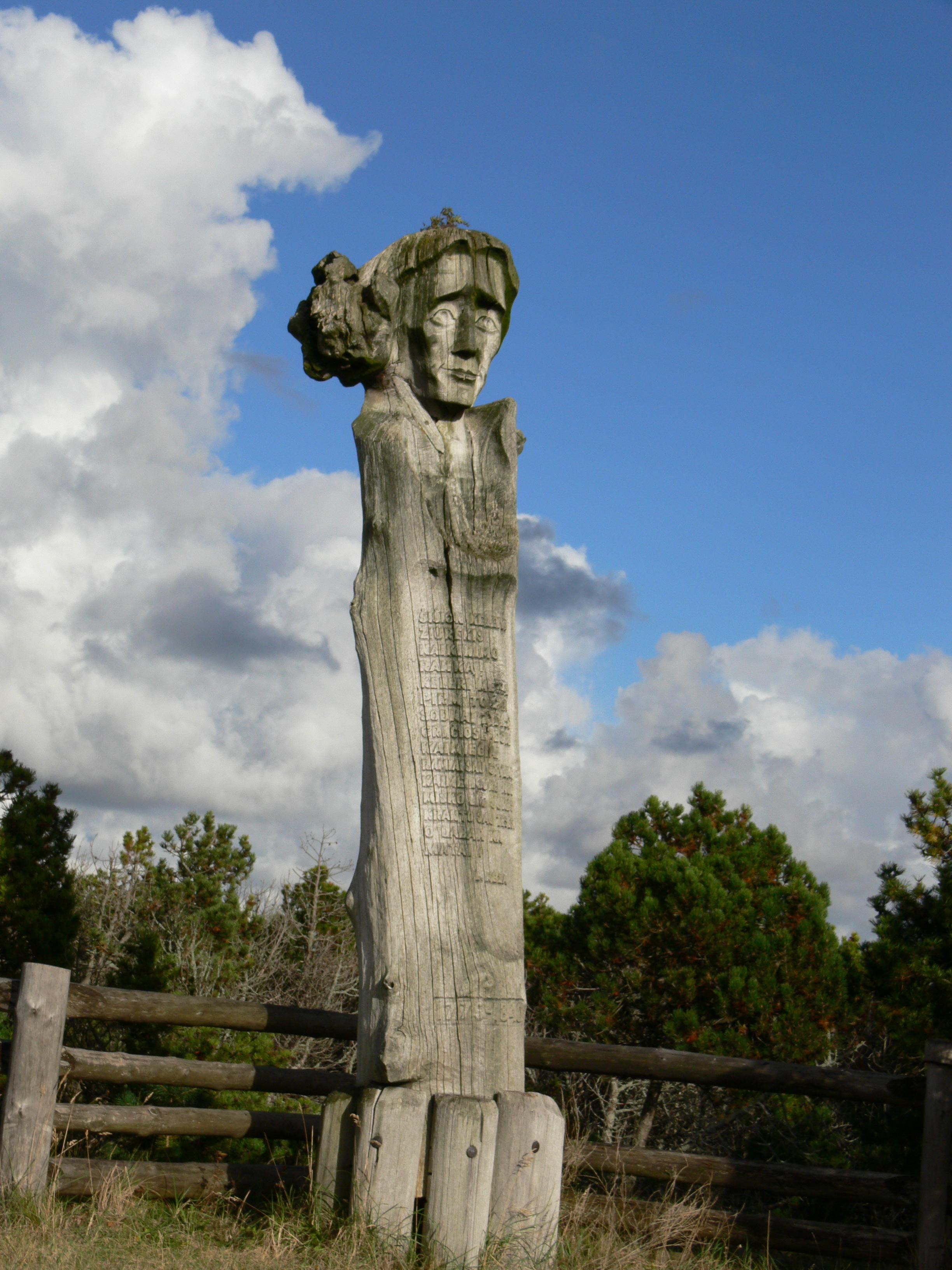
Rhesova socha od Eduardase Jonušase z roku 1975

Rhesa byl mnohokrát děkanem teologické fakulty a také prorektorem celé univerzity (protože rektorem byl sám král, prorektor vykonával práci rektora). Byl vyznamenán dvěma pruskými státními medailemi – medailí za statečnost v boji (1814) a zlatou medailí za zásluhy o vydání litevské bible (1818). Roku 1840 obdržel Řád červené orlice 4. třídy.
Zemřel 30. září roku 1840 a byl pohřben na bývalém hřbitově v Kneiphofu (čtvrť v Königsbergu), který byl zničen během druhé světové války. Protože nebyl ženat, určil ve své závěti, že jeho majetek bude využit na postavení studentské koleje, která byla dokončena v roce 1854 a je známá jako Rhesianum.

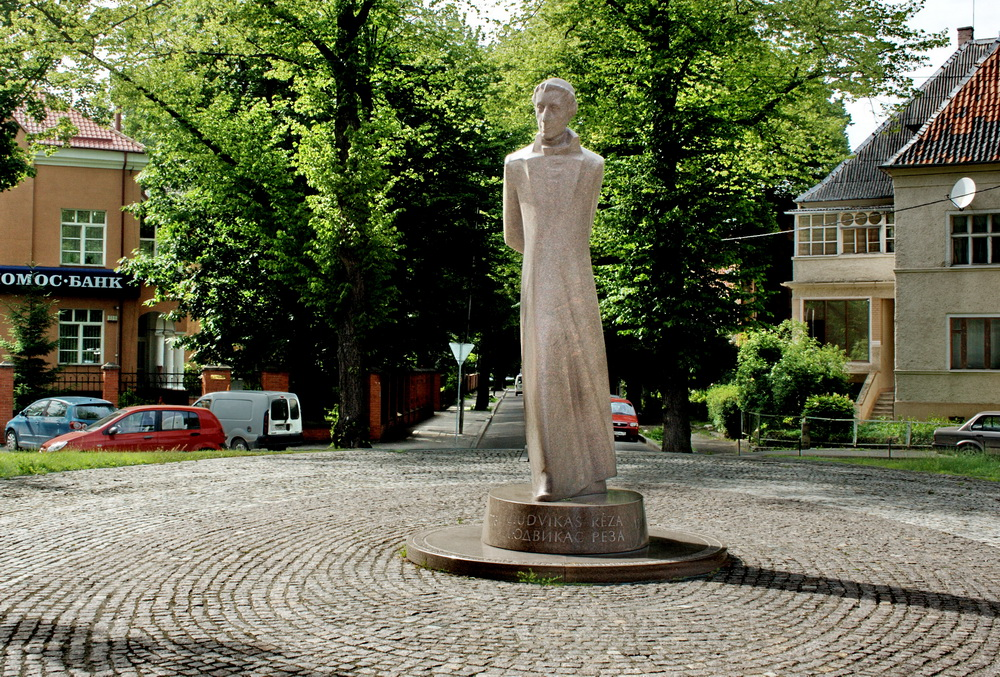
Rhesova socha od Arūnase Sakalauskase v Kaliningradu

V roce 1975 byla na památku jeho dvoustého výročí narození postavena dřevěná plastika od sochaře Eduardase Jonušase poblíž bývalého místa jeho rodné vesnice. Roku 1994 vytvořil sochař Arūnas Sakalauskas  kamennou sochu na památku Rhesy v Juodkrantė (součást obce Neringa).
V roce 2005 u příležitosti 750. výročí založení Königsbergu darovalo Litevské ministerstvo kultury Kalingradu Rhesovu sochu od sochaře  Sakalauskase.  V roce 2007 bylo v Juodkranté otevřeno Kulturní centrum Liudvika Rézy (Liudviko Rėzos Kultūros Centras).
Roku 2008 obec Neringa založila Cenu Martynase Liudvikase Rézy za kulturu a umění (Martyno Liudviko Rėzos kultūros ir meno premija) za vědecké, vzdělávací nebo kulturní úspěchy ve prospěch Kurské kosy. Slavnostní předávání cen se koná každoročně v den Rhesových narozenin.
V roce 2009, při oslavách milénia Litvy, byl v parku Vingis ve Vilniusu odhalen symbolický Strom jednoty (Vienybės medis) sochaře Tadase Gutauskase. Na pomník bylo napsáno sto jmen nejvýznamnějších Litevců, včetně Rhesy.

## Česká vydání

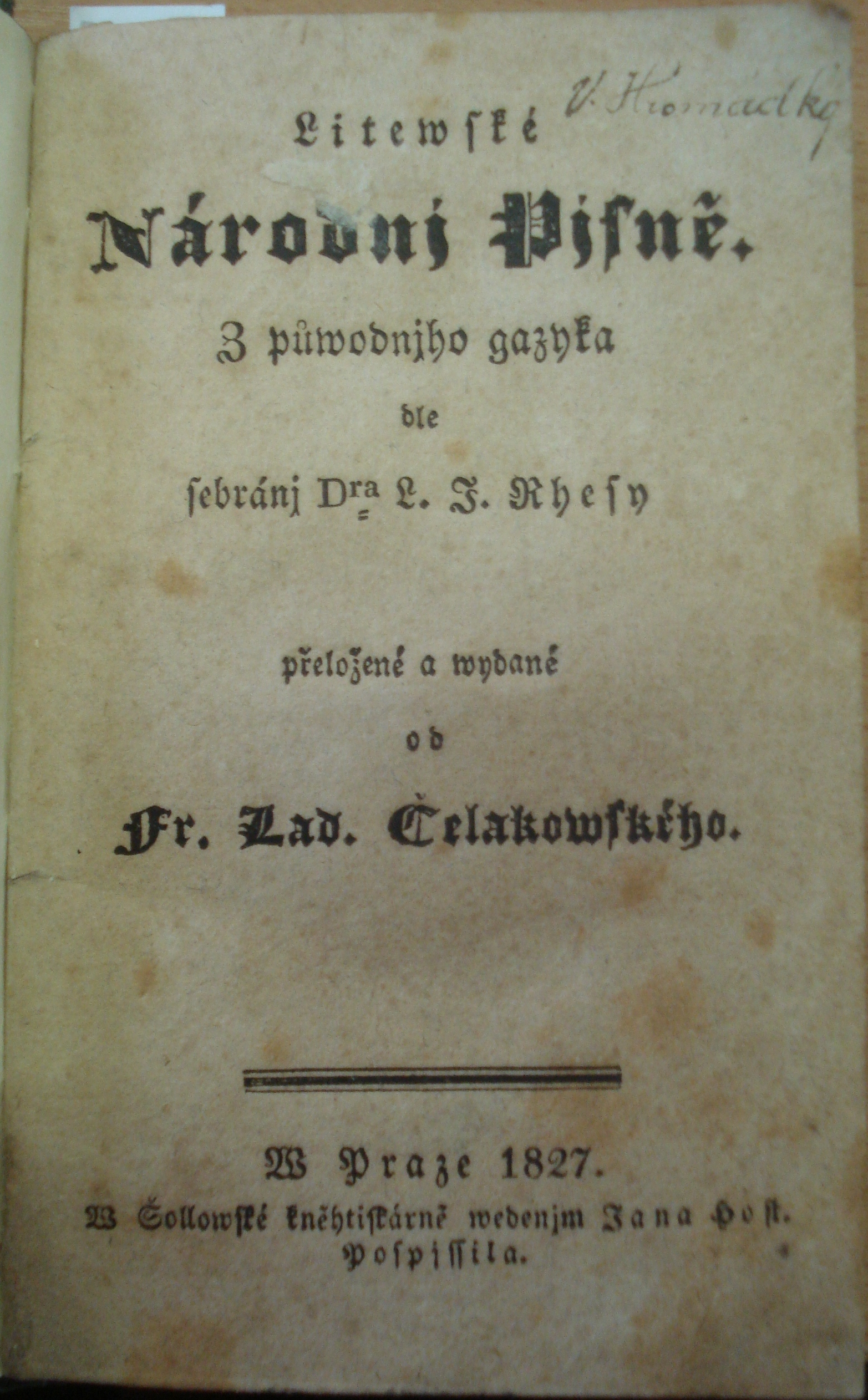
České vydání Litevských národních písní z roku 1827

- Litewské Národnj Pjsně. Z půwodnjho gazyka dle sebránj L. J. Rhesy přeložené a wydané od Fr. Lad. Čelakowského.  W Praze 1827: W Šollowské kněhtiskárně wedenjm Jana Host. Pospjssila.